# Нетребин, Даниил Матвеевич
Дании́л Матве́евич Нетре́бин (1928—1999) — советский и российский актёр театра и кино, заслуженный артист РСФСР (1991).

## Биография
Родился 7 мая 1928 года в городе Миллерово в Ростовской области.
В 1954 году Даниил Нетребин окончил ВГИК (мастерская В. Ванина и В. Белокурова).
В 1954—1990 годах — актёр Театра-студии киноактёра.
В кино дебютировал в 1956 году в фильме «Сорок первый». Среди лучших ролей — Стремянный (Сорок первый), Шалай («Шторм»), Фома Коршунов (Нахалёнок), Рябой (Оптимистическая трагедия), Фарков (Угрюм-река), Коршунов («Тихий Дон»).
Каждые из его ролей, даже небольшие, запомнились зрителям благодаря актёрской игре и характерному голосу.
Помимо кино и работе в театре, Даниил Нетребин работал актёром дубляжа и озвучивания.
Скончался 21 февраля 1999 года в Москве на 71-м году жизни. Похоронен на Митинском кладбище (участок № 170а).

## Семья
- Жена — Татьяна Вагановна
- Дочь — Марина, работает на телевидении

## Признание и награды
- 1991 — Заслуженный артист РСФСР

## Фильмография

### Роли в кино
1. 1956 — Сорок первый — Семянный
2. 1957 — Коммунист — машинист
3. 1957 — Летят журавли — раненый
4. 1957 — Трое вышли из леса — предатель
5. 1957 — Четверо — Крылаткин, шофер в Тугуйске
6. 1958 — Дело «пёстрых» — эпизод
7. 1959 — Звероловы — Трофимов
8. 1960 — Последние залпы — Степанов
9. 1960 — Первое свидание — «Крокодил», собутыльник Смурова
10. 1960 — Грозные ночи — комиссар отряда
11. 1961 — В трудный час — солдат (нет в титрах)
12. 1961 — Нахалёнок — Фома Коршунов, отец Миши
13. 1961 — Битва в пути — эпизод
14. 1961 — Человек ниоткуда — член спортивного общества
15. 1961 — Алые паруса — Джим
16. 1962 — 49 дней
17. 1962 — Молчат только статуи — Иван Басенко
18. 1963 — Оптимистическая трагедия — Рябой
19. 1963 — При исполнении служебных обязанностей — второй пилот
20. 1964 — Зелёный дом —  Фёдор Гаврилович Анисимов, бригадир лесорубов
21. 1964 — След в океане — Павел Кузьмич Никонов, смотритель маяка
22. 1965 — Три времени года
23. 1965 — Чёрный котёнок — папа Бориса
24. 1965 — Тридцать три — член комиссии по счёту зубов
25. 1966 — Дикий мёд — капитан Мурашко, разведчик
26. 1967 — Сильные духом
27. 1968 — Угрюм-река— Фарков
28. 1969 — Адъютант его превосходительства — красный командир
29. 1969 — Эхо далеких снегов
30. 1969 — Золото — командир партизанского отряда
31. 1969 — Главный свидетель — чиновник в суде
32. 1970 — Легенда — командир советских десантников
33. 1970 — Мишка принимает бой — Коробов Фёдор
34. 1971 — Отдать швартовы!
35. 1971 — У нас на заводе — эпизод
36. 1972 — Лесная баллада
37. 1973 — Дела сердечные
38. 1973 — И на Тихом океане… — Ветров
39. 1973 — Самый сильный — путник
40. 1973 — Берега — Василий Иванович Аввакумов, капитан корабля
41. 1974 — Ливень
42. 1974 — Рейс первый, рейс последний — шофёр
43. 1974 — Романс о влюблённых — офицер флота
44. 1975 — Назначаешься внучкой — начальник разведшколы
45. 1975 — Дерсу Узала
46. 1975 — Когда дрожит земля — Гриценко
47. 1976 — Огненное детство — отец Андрея, железнодорожник
48. 1976 — «SOS» над тайгой — пилот вертолета
49. 1977 — Подранки — врач
50. 1977 — Приезжая — Кочегаров
51. 1978 — На новом месте
52. 1978 — Недопёсок Наполеон III — отец Веры Мериновой
53. 1979 — Выгодный контракт — Гобко
54. 1979 — Возвращение чувств
55. 1979 — Искушение
56. 1979 — Мишка на севере
57. 1980 — Желаю успеха — Фёдор Михайлович Босых
58. 1980 — Ларец Марии Медичи — Николай Ванашный
59. 1980 — Корпус генерала Шубникова — раненый боец
60. 1981 — Ответный ход — капитан 1 ранга Попов, начальник штаба «Южных»
61. 1981 — 34-й скорый — Егорыч, машинист тепловоза
62. 1981 — Было у отца три сына — отец Светланы
63. 1982 — Тревожное воскресенье — Камыгин
64. 1982 — Сто первый — Иваницкий, командир полка
65. 1983 — День командира дивизии — Жарков
66. 1984 — Тихие воды глубоки — Колыбаев
67. 1985 — Тайная прогулка — Кудинов (Степаныч)
68. 1985 — Утро обречённого прииска — Егор Тарасович Назаров
69. 1985 — Битва за Москву
70. 1986 — В распутицу — Иван, колхозник
71. 1986 — Рысь возвращается — мужчина на похоронах
72. 1986 — Зина-Зинуля — Борис Павлович, завгар
73. 1987 — Голова Горгоны — Конарь, атаман
74. 1989 — Криминальный квартет — Балашов
75. 1989 — Комментарий к прошению о помиловании
76. 1991 — Хищники — Артём Корнеевич, эксперт-баллистик
77. 1992 — Разыскивается опасный преступник — Трифонов
78. 1992 — Семейские
79. 1993 — Падение — генерал
80. 1993 — Тихий Дон — Коршунов
81. 1998 — Сочинение ко Дню Победы (последняя роль в кино)

### Озвучивание
1. 1973 — Затянувшаяся расплата — озвучивание роли Шерхана (роль Прана)
2. 1975 — Первая ласточка — озвучивание роли Бардги (роль Джумбера Жвании)
3. 1980 — Волшебная серна (мультфильм) — султан
4. 1984 — ТАСС уполномочен заявить… — Марио Огано, генерал армии повстанцев в Нагонии (роль Калифа Конде)
5. 1987 — Кингсайз — Квинтек (роль Яна Махульского)
6. 1993 — Чёрный Плащ (мультсериал) — профессор Молиарти (в сериях «Пауткофобия» и «Как сквозь землю провалились»), Таскернини (в серии «На поводу у моды»)